# Cuartel del Arte
El Cuartel del Arte es una galería de arte ubicada en el centro histórico de Pachuca de Soto, en el estado de Hidalgo, México. Dedicado a presentar exposiciones sobre pintura y escultura de artistas nacionales e internacionales.

## Historia

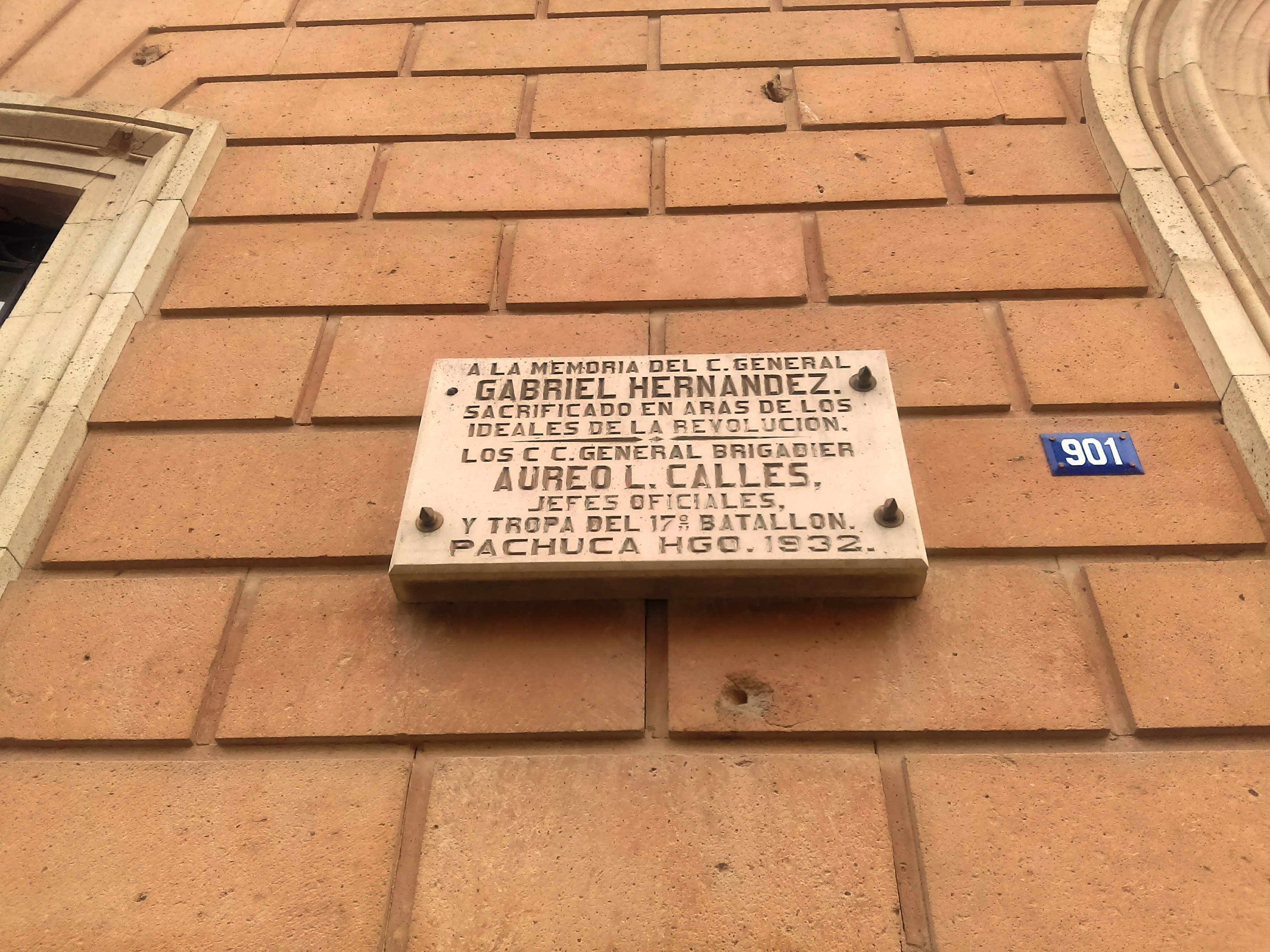
Placa en honor a Gabriel Hernández, colocada en la fachada principal.

En 1861 debido a las Leyes de Reforma, los religiosos dejaron de ocupar el Convento de San Francisco a partir de entonces, se le dieron diversos usos: Escuela Práctica de Minas y cuartel general (hoy Cuartel del Arte), cárcel general del estado y cárcel municipal (hoy Centro INAH Hidalgo), y hospital civil (hoy Centro de las Artes de Hidalgo).
En 1861 se estableció en el edificio la Escuela Práctica de Minas, la cual dejó de funcionar durante la intervención francesa. Fue objeto después de diversos usos hasta que, en la época de la Revolución Mexicana, fue usado como cuartel y oficinas militares destinadas a las tropas de la guarnición. El 18 de septiembre de 1929, por decreto presidencial, pasó a la Secretaría de Guerra, y el día 17 de octubre del mismo año fue entregado al Jefe de las Operaciones Militares por la Oficina Federal de Hacienda. Se le conoció como el Cuartel “Gabriel Hernández”.
En 1984 se inauguró el Museo Regional de Historia, este museo contaba con tres salas. En la primera "Raúl Guerrero G" se encontraban restos fósiles y objetos prehistóricos; esta sección se enseñaba el área de dominio que tuvieron las culturas huastecas y azteca, además de los descubrimientos arqueológicos en la zona de Tula. La segunda sala "Roberto Weitlaner", mostraba la época colonial, aquí se observaban los lugares de la evangelización católica y piezas artísticas de dicho periodo histórico. En el último ambiente "César Lizardi", se exhibían tallas en madera estofada, utensilios de hierro forjado, objetos religiosos de plata y pinturas al óleo, entre otras representaciones artísticas de la Nueva España.
En el 2001 se creó el Cuartel del Arte, por el Consejo Estatal para la Cultura y las Artes.  En el año 2010 el Consejo Estatal para la Cultura y las Artes (Cecultah), y el Programa de Apoyo a la Infraestructura Cultural de los Estados (PAICE), remodelaron el interior del recinto. En marzo de 2018, se iniciaron las obras de remodelación del edificio, principalmente de la fachada, reabriendo el 13 de marzo de 2019.

## Arquitectura

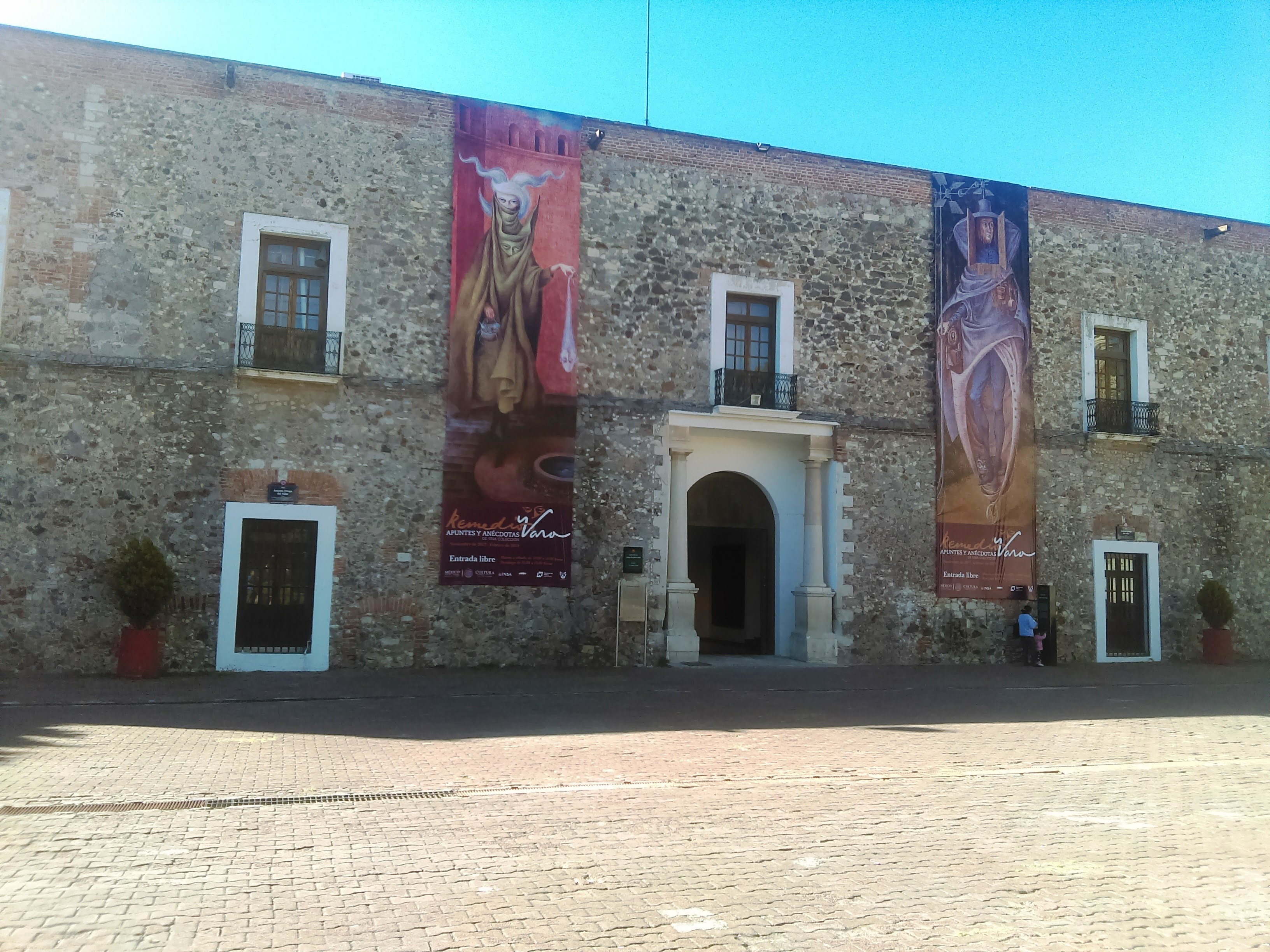
Fachada posterior, que sirve como acceso.

El terreno en que se levanta el edificio tiene la forma de un rectángulo y su fachada principal ve al poniente. La fachada principal está revestida de cantera labrada rosa y blanca y la forma una puerta con cerramiento de medio punto entre dos ventanas bajas de arco muy rebajado. Corresponden a sus ejes tres balcones del segundo piso precedidos de una balaustrada común de cantera. A cada lado, en ambos pisos, se extienden cuatro ventanas, y corona el frontispicio un pretil corrido que interrumpe en el centro un frontón triangular de la longitud de la balaustrada.
La fachada posterior tiene grandes muros de piedra, al centro un vano cuadrado, con dos columnas con una basa y capitel cuadrangular; en este vano se encuentra la puerta de acceso con cerramiento de medio punto; al centro un balcón, y a cada lado dos ventanas tanto en la parte inferior como superior.

## Exhibiciones temporales

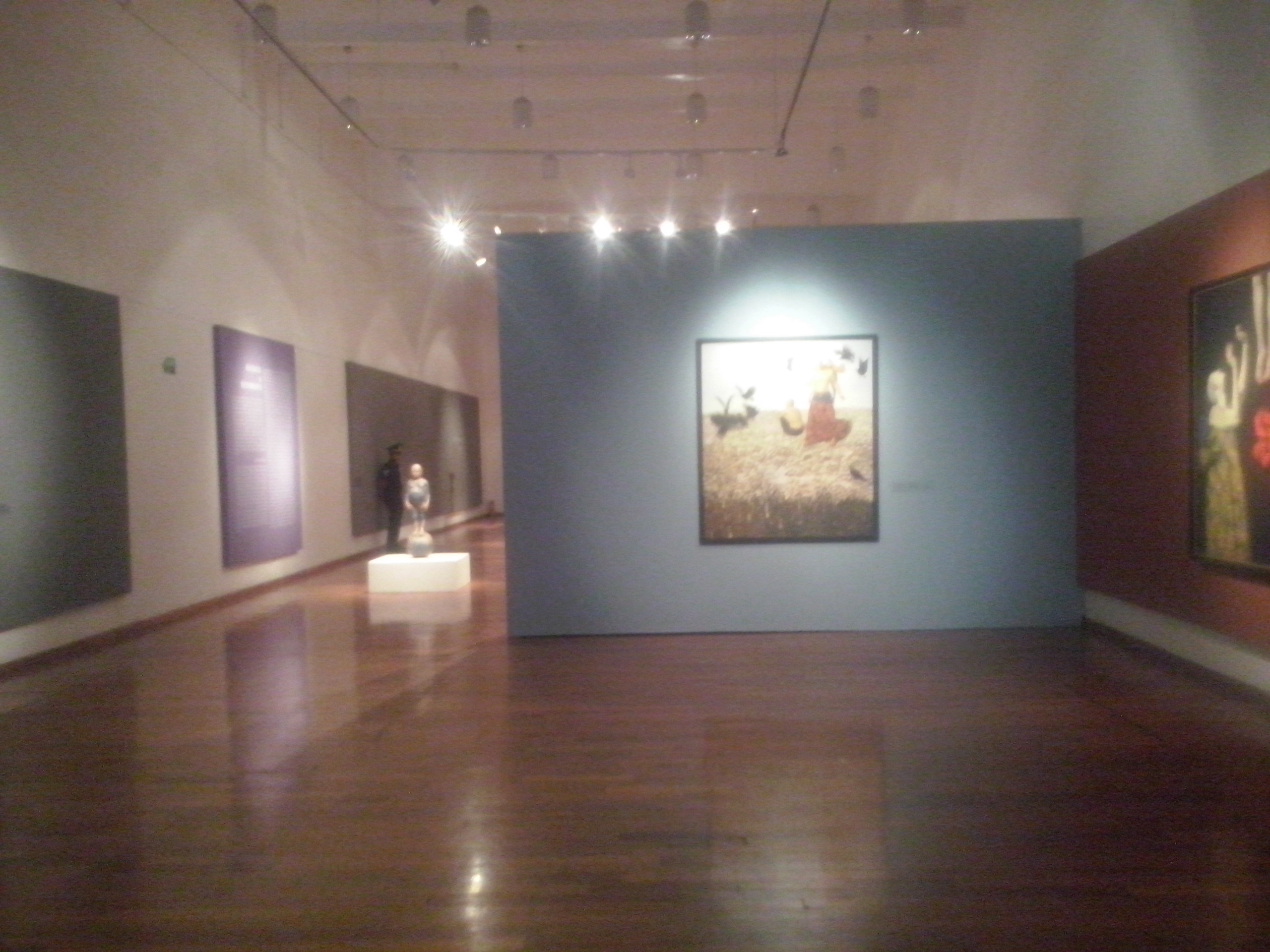
Exhibición "Bronce y sedimento" y "Enigma".

Exhibición "Pachoa notech nic (Allegar algo así)".

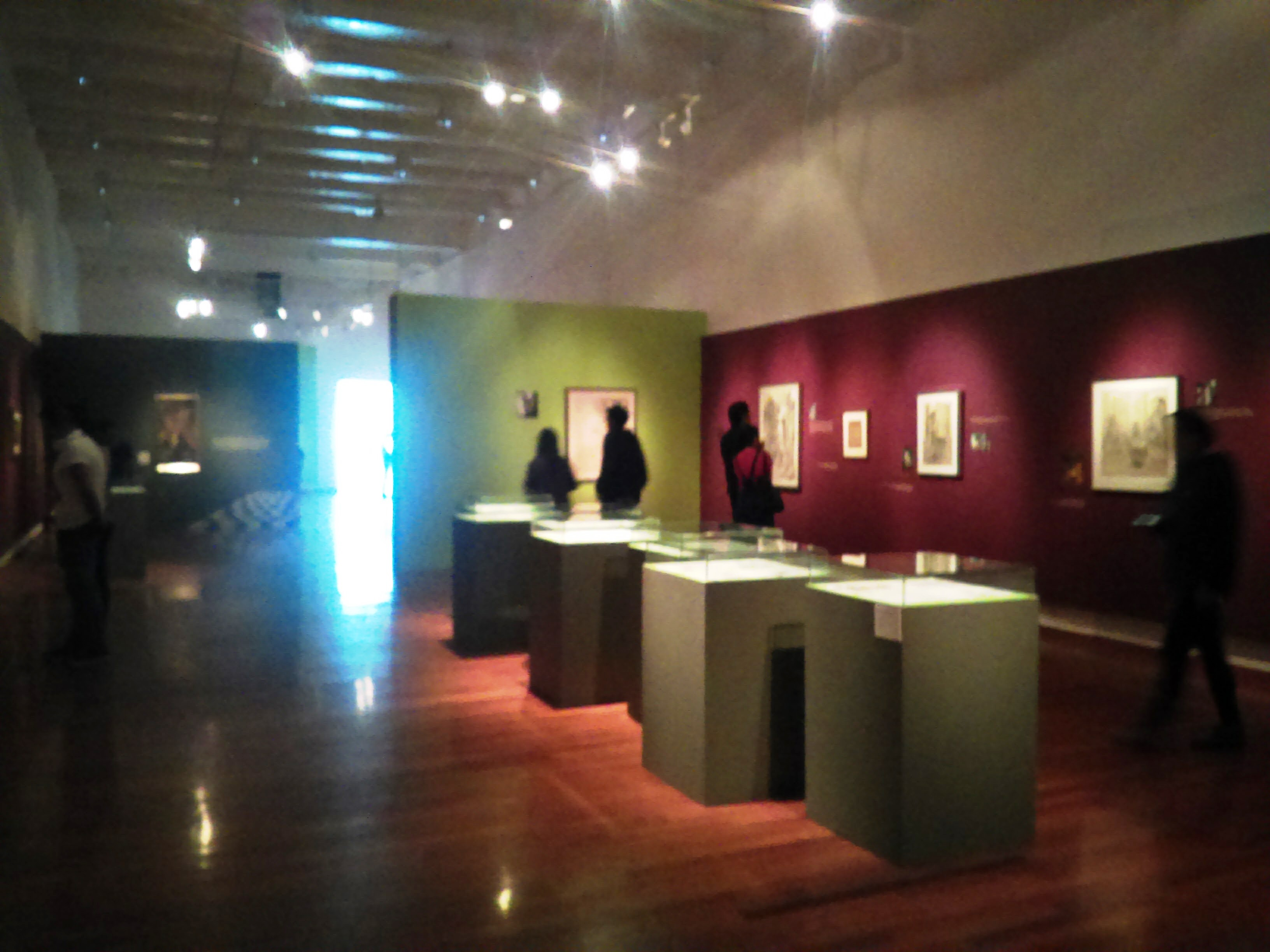
Exhibición "Apuntes y Anécdotas de una Colección".

- "Cazador Furtivo", de Alexander Hick, exposición de junio a noviembre de 2012.[10]

- "Testimonios de la Barbarie", de Fernando Botero, 67 piezas ( 25 óleos y 42 dibujos), piezas que retratan la tragedia civil, económica, política y social en Colombia en los siglos XIX y XX. La exhibición estuvo vigente del 21 de marzo de 2013 al 14 de julio de 2013.[11][12]

- "Dalí Juego y deseo", exposición de 21 volúmenes fundidos por Salvador Dalí. Entre las obras que se muestran están Venus Espacial; En el vigor y movimiento del Guerrero surrealista, Lady Godiva con mariposa o El unicornio, entre otras. Fundación Carlos Slim a través de Museo Soumaya y el Gobierno de Hidalgo, promovieron la exposición. La exhibición estuvo vigente del 16 de agosto al 31 de octubre de 2013.[13][14]

- "Un Siglo de Crítica", una colección del Museo de Arte Moderno, con 45 obras de artistas como: Diego Rivera, Rufino Tamayo, Remedios Varo, Daniel Lezama, Vicente Rojo Almazán, Manuel Álvarez Bravo, David Alfaro Siqueiros, Rafael Coronel, y Enrique Metinides. La exhibición estuvo vigente del 27 de febrero de 2014 al 25 de mayo de 2014.[15][16]

- "Cultura popular y misticismo", más de 130 cuadros con diferentes impresos de José Guadalupe Posada. La exhibición estuvo vigente del 22 de noviembre de 2014 al 20 de diciembre de 2014 y del 1 de enero de 2015 al 20 de febrero de 2015.[17][18]

- "América Latina / Diversidad plástica" muestra que pertenece a la Colección del Fomento Económico Mexicano, cuenta con tres núcleos temáticos: Figuración, Transición y Geometrismo, 42 piezas con trabajos de Manuel Álvarez Bravo, Pedro Friedeberg, Mira Schendel, Kazuya Sakai, Carlos Cruz Diez y Pedro Figari. La exhibición estuvo vigente del 31 de marzo de 2015 al 28 de junio de 2015.[19] Como parte de la muestra se realizó la conferencia “Abstracción española” a cargo de Rosario Guajardo, el 2 de junio de 2015.[20]

- "Las Cuculati de Carrington… Y otras irrupciones", muestra que presenta a 18 artistas que interpretaron los mitos en torno a la naturaleza, en un recorrido por 33 obras. Integrada por pinturas y esculturas de la colección del Museo de Arte Moderno, con artistas como: Leonora Carrington, Ricardo Martínez de Hoyos y Pedro Friedeberg; artistas invitados: Alberto Castro Leñero y Kiyoto Ota. . La exhibición estuvo vigente del 16 de julio de 2015 al 18 de octubre de 2015.[21][22][23]

- "La zoología imaginaria", del artista oaxaqueño Fernando Andriacci, son una serie de trabajos de pintura y escultura, donde se crea un lenguaje a través de su composición a base de diferentes figuras, principalmente animales. La exhibición estuvo vigente del 15 de diciembre de 2015 hasta el 30 de marzo del 2016.[24][25]

- "Bronce y sedimento" y "Enigma", exhibiciones del escultor Jorge Marín y del artista plástico Benjamín Domínguez respectivamente. La muestra está conformada por 9 esculturas (5 cerámicas y 4 bronces) de Jorge Marín, que pertenecen a la colección –pago en especie– de la Secretaría de Hacienda y Crédito Público. La exhibición estuvo vigente del 16 de junio de 2016 el 30 de septiembre del 2016.[26][27]

- "Pachoa notech nic (Allegar algo así)", exhibición que recopiló las experiencias de 25 participantes de las dos ediciones del Programa de fotografía contemporánea, implementado en 2013 y 2014 por el Gobierno de Hidalgo mediante el Centro de las Artes de Hidalgo. Contando con un total de 123 piezas, una selección de trabajos de fotografía, vídeo e instalación, que contó con la curaduría de Javier Ramírez Limón. La exhibición estuvo vigente del 16 de febrero de 2017 al 20 de mayo de 2017.[28][29] Como parte de las actividades paralelas de la exposición se realizaron una serie de mesas de diálogo, conferencias, talleres y revisión de portafolios.[30]

- "Norte infinito", muestra la riqueza cultural de 13 culturas del norte, como la kiliwa, pápago, kikapú, cucapá, pa ipai, kumiai, pima, seri, mayo, guarijio, tepehuán del norte, yaqui y tarahumara, originarias de Baja California, Sonora, Sinaloa, Chihuahua y Coahuila. Son 180 piezas, fotografías, videos, artesanías, trajes típicos, que muestran la vida cotidiana, historia, cosmovisión y arte popular. La exhibición estuvo vigente del 21 de julio de 2017 al 30 de septiembre de 2017.[29][31][32]

- "Apuntes y Anécdotas de una Colección", exhibió parte de la obra de Remedios Varo, contando con un total de 109 piezas, integrada por 38 pinturas y dibujos. La exhibición estuvo vigente del 9 de noviembre de 2017 al 25 de febrero de 2018.[29][33]

- "El poder del símbolo", con la obra escultórica de Leonora Carrington, conformada por 25 piezas tanto de alto y bajo formatos, 22 en bronce y tres en plata. La exhibición estuvo vigente del 13 de marzo al 30 de junio de 2019.[29][34]

- "Ópera Omnia", obras de arte en reproducción digital, con 60 reproducciones en alta resolución y tamaño original de algunas de las pinturas del Renacimiento italiano, realizadas por Giotto di Bondone, Piero della Francesca y Sandro Botticelli. Del 26 de julio de 2019 al 27 de octubre de 2019.[35][36]

- "Arte, Emociones y Sentimientos, Colectiva de Artistas en Hidalgo", conformada por el trabajo de 40 hidalguenses, con el propósito de dar a conocer los trabajos y propuestas de la comunidad de creadores visuales en Hidalgo. Y la exposición "Retrofutura del pintor Hidalguense Jesús Mora Luna" con pinturas de Jesús Mora Luna, paisajista hidalguense originario de Real del Monte.[37][38][39]

La exhibición fue inaugurada el 20 de febrero de 2020, y estaba prevista estar vigente hasta el 27 de abril; sin embargo el 18 de marzo, espacios públicos como el Cuartel del Arte fueron cerrados por la pandemia de enfermedad por Covid-19 en el estado de Hidalgo. Desde el 30 de abril la exposición "Arte, Emociones y Sentimientos" se realizó de forma virtual disponible en la página oficial de la Secretaría de Cultura de Hidalgo.